# Luxiaria costinota
Luxiaria costinota là một loài bướm đêm trong họ Geometridae.